# Cedric van der Gun
Cedric van der Gun (L'Aia, 5 maggio 1979) è un ex calciatore olandese, attaccante.

## Palmarès
- Campionato olandese: 1

Ajax: 2001-2002